# Boskie oblicze
Boskie oblicze – polski film dokumentalny z 2006 w reż. Grzegorza Górnego, z muzyką Michała Lorenca przedstawiający historię Całunu z Manoppello.
Film kręcony był na Watykanie, gdzie przechowywana jest w skarbcu kopia Całunu z XVI w., oraz w Manoppello, gdzie przechowywany jest oryginał.
W filmie wypowiadają się m.in.:
- o. Carmine Cucinelli, przeor kapucynów w Manoppello,
- Paul Badde, niemiecki dziennikarz,
- s. Blandina Paschalis Schlömer.